# Citibank
Citibank, N.A. („National Association”), este principala subsidiară bancară a corporației multinaționale de servicii financiare Citigroup. Citibank a fost fondată în 1812 ca City Bank of New York, iar mai târziu a devenit First National City Bank of New York. Banca are filiale în diferite țări, iar în SUA, sucursalele sunt concentrate în șase zone metropolitane: New York, Chicago, Los Angeles, San Francisco, Washington, D.C. și Miami.
În 2023, Citibank era a treia cea mai mare bancă din SUA după active.

## Istoric
City Bank of New York a fost fondată pe 16 iunie 1812.
În 1865, banca s-a alăturat sistemului bancar național al SUA conform National Bank Act, devenind The National City Bank of New York. Până în 1868, era una dintre cele mai mari bănci din SUA și, după criza economică din 1893, a devenit cea mai mare bancă din New York.
În 1904, banca a contribuit la finanțarea Canalului Panama, iar în 1906 administra 11% din depozitele guvernului federal al SUA.
În 1914, National City Bank a fost prima bancă americană care și-a deschis o sucursală în afara SUA, în Buenos Aires, Argentina. În 1919, a devenit prima bancă americană cu active de peste 1 miliard de dolari.
În 1921, Charles E. Mitchell a devenit președintele băncii și a accelerat expansiunea internațională. Până în 1930, banca avea 100 de sucursale în 23 de țări. Politicile sale sunt considerate printre cauzele crizei bursiere din 1929, care a dus la Marea Criză Economică.
În 1945, banca a gestionat 5,6 miliarde de dolari în obligațiuni de război pentru guvernul american.
În 1955, banca a fuzionat cu First National Bank devenind First National City Bank of New York, iar în 1962, a fost scurtat la First National City Bank.
În 1967, banca a fost reorganizată sub un holding numit Citicorp, iar în 1976, a fost redenumită oficial Citibank, N.A.
În anii '70, Citibank a fost printre primele bănci americane care au introdus bancomatele (ATM) cu acces la numerar 24/7.
În 1994, Citibank a devenit cel mai mare emitent de carduri de credit din lume.

## Divizii

### Citibank Europe

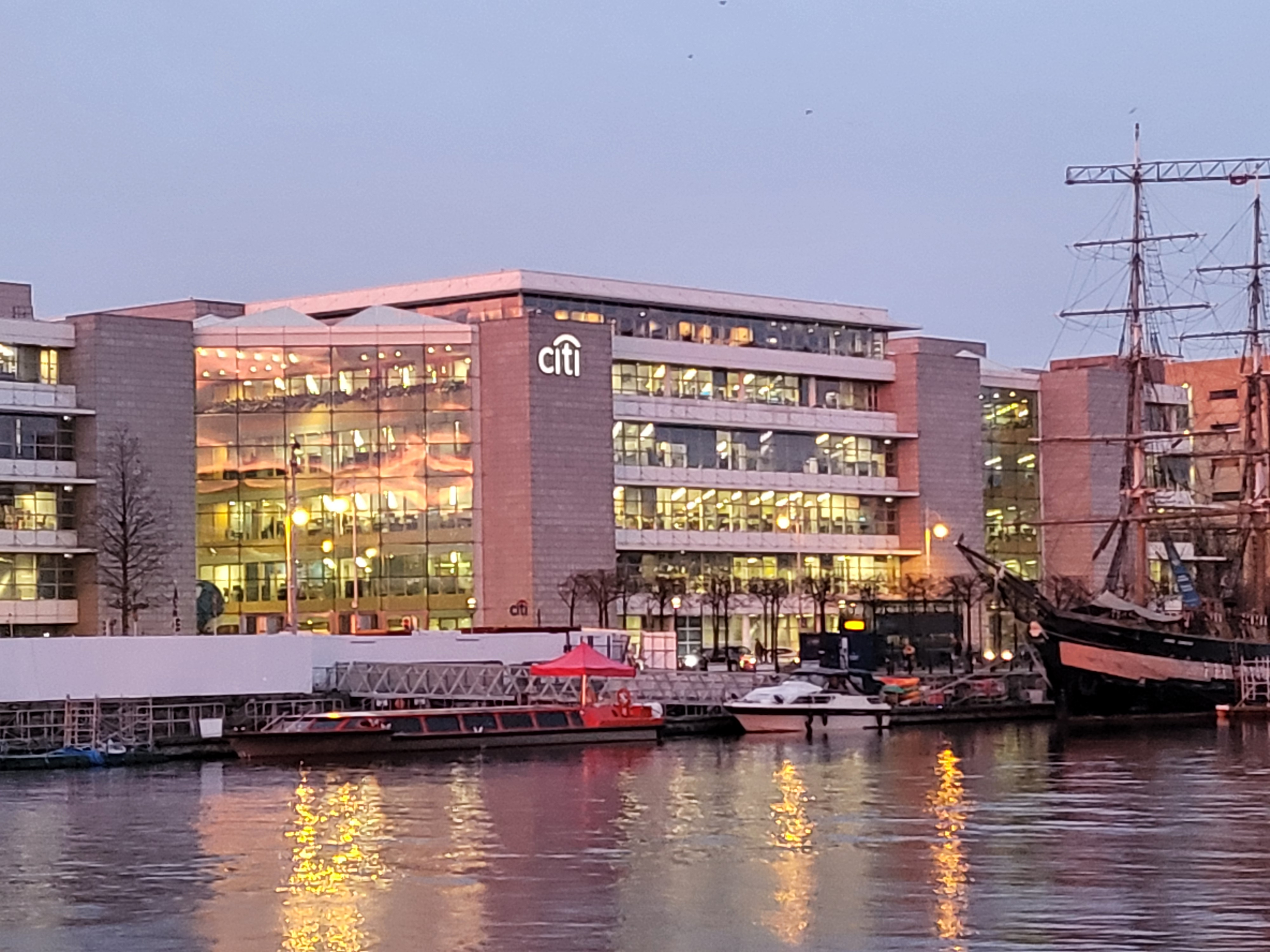
Sediul Citibank din Dublin

Citibank Europe plc. este o filială a Citibank care operează în Europa cu sediul în Irlanda din 1965.
În 2015, Citibank a vândut către grupul Erste operațiunile de retail din Ungaria. Tot în 2015, și-a mutat sediul central pentru retail banking de la Londra la Dublin. În acel moment, avea 4.300 de angajați.
În 2018, compania a înființat o nouă bancă ca urmare a Brexit-ului.
În septembrie 2023, CEO-ul Kristine Braden a demisionat după mai puțin de un an de la numire. Noul CEO al Citibank Europe a devenit Nacho Gutierrez-Orrantia.
Din 17 octombrie 2023, compania a devenit subsidiară a Citibank Overseas Holdings Bahamas Limited din Bahamas. Anterior, aceasta era o subsidiară a Citibank Holding Ireland Limited. Compania are un capital social de 11 milioane de dolari.
Aceasta are sucursale în: Austria, Belgia, Bulgaria, Cehia, Danemarca, Finlanda, Franța, Germania, Grecia, Ungaria, Italia, Țările de Jos, Norvegia, Polonia, Portugalia, România, Slovacia, Suedia, Regatul Unit al Marii Britanii și al Irlandei de Nord.
| Anul          | 2022 (mil. $) | 2023 (mil. $) |
| ------------- | ------------- | ------------- |
| Total active  | 129.339       | 154.635       |
| Total pasive  | 115.243       | 135.066       |
| Total capital | 14.096        | 19.569        |
| Profit brut   | 1.274         | 2.061         |
| Profit net    | 1.030         | 1.685         |

### Citibank Singapore

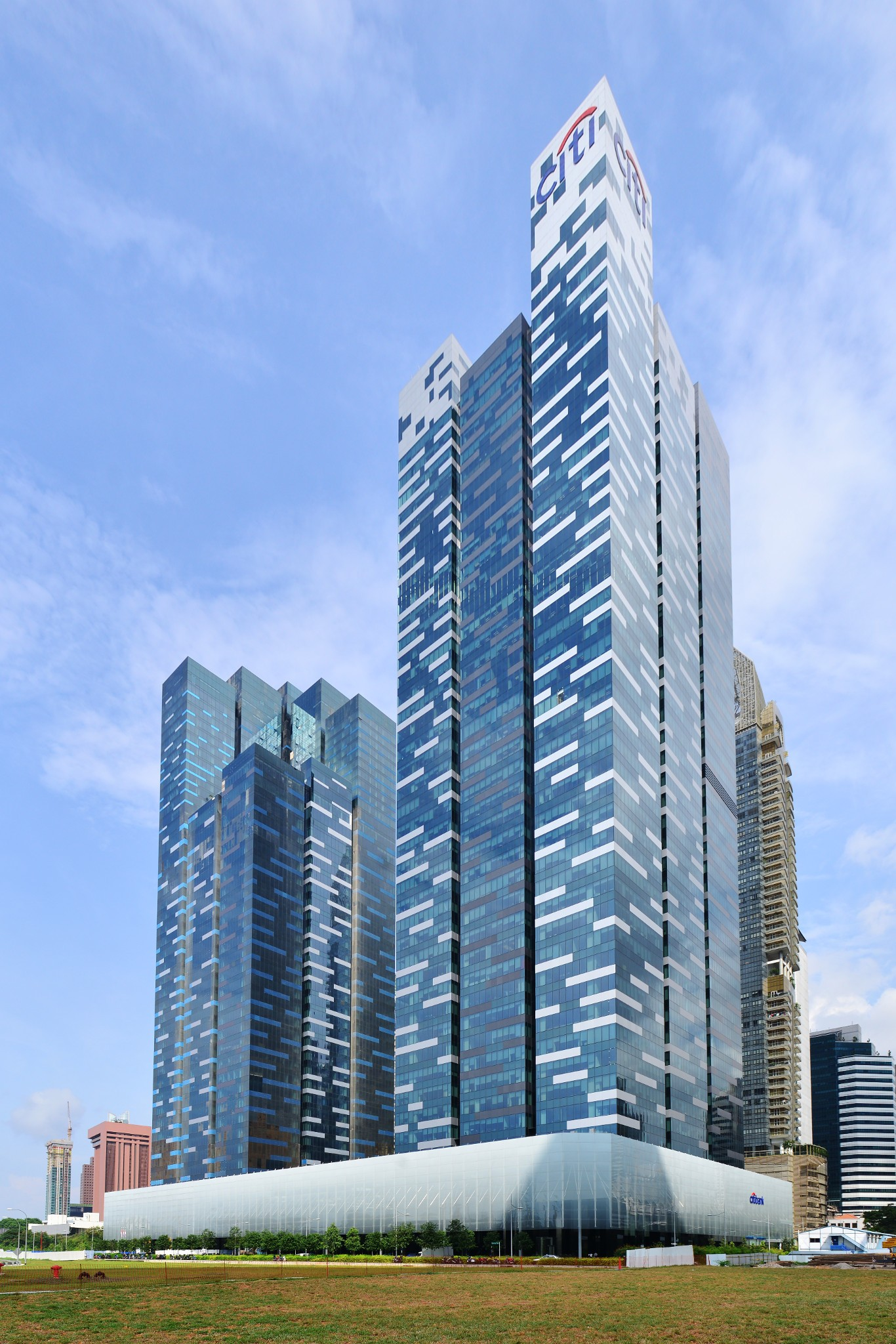
Sediul Citibank din Singapore

Citibank Singapore Limited este o divizie a Citibank N.A. și a fost înființată în Singapore pe 28 iunie 2004, cu un capital social de 1,5 miliarde dolari. Divizia a preluat statutul de bancă calificată acordat de autoritățile de reglementare din Singapore pe 20 octombrie 1999 pentru Citibank.
Citibank a început să opereze în Singapore pe 1 iulie 1902, sub denumirea de International Banking Corporation (IBC), fiind prima bancă din Statele Unite care a deschis o sucursală în Singapore. IBC era implicată în finanțarea comerțului cu cauciuc și staniu din Malaysia la începutul secolului XX.
În anii 1980, Citibank a popularizat utilizarea automatelor bancare (ATM).
În 1982, Citibank a înființat divizia Global Consumer Banking pentru a deservi nevoile persoanelor fizice și ale micilor afaceri.
Citibank a fost una dintre primele patru bănci străine care a primit licența "Qualifying Full Bank" (QFB) din partea Autorității Monetare din Singapore (MAS) în 1999.
În iunie 2002, Citibank a fost prima bancă cu licență QFB din Singapore care a oferit serviciul de debit global Visa.
În 2015, Citibank Singapore a fost listată de Autoritatea Monetară din Singapore drept una dintre băncile naționale de importanță sistemică.
În 2019, Citibank avea 15 sucursale în Singapore.
În octombrie 2024, banca a închis ultima sucursală obișnuită a băncii în Singapore. Aceasta se orientează către serviciile online banking și asupra clienților cu averi mari prin intermediul centrelor de wealth management.

#### Citibank International Personal Bank Singapore (IPB)
Citibank International Personal Bank Singapore este o divizie de afaceri a Citibank Singapore pentru clienții cu averi mari care locuiesc în afara țării. IPB are centre de operare în Londra, Jersey, Singapore, Hong Kong și Statele Unite.
În 2018, IPB global administra active în valoare de peste 60 miliarde USD și avea peste 260.000 de clienți.
Citigold oferă servicii de gestionare pentru clienții cu active investibile de cel puțin 200.000 USD.

### Citibank Hong Kong

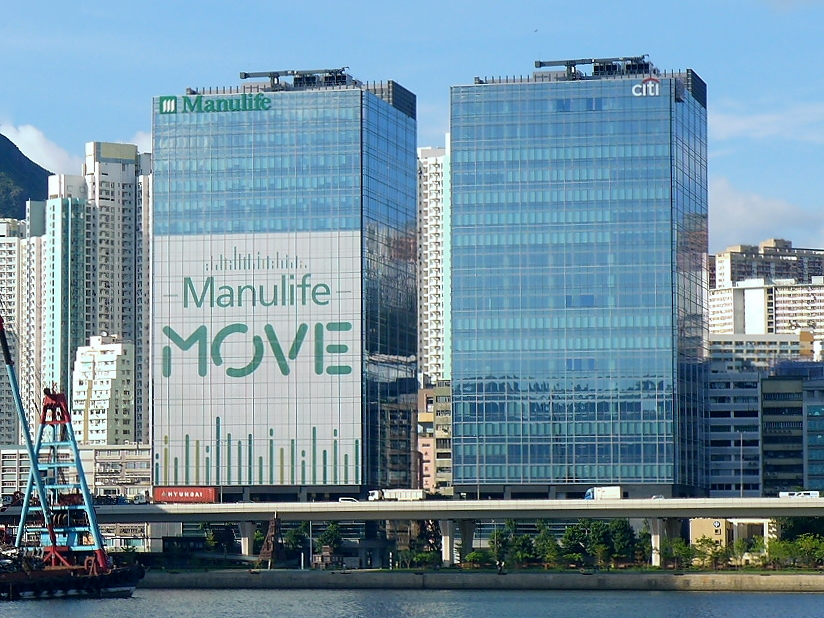
Sediul Citibank din Hong Kong

Citibank (Hong Kong) Limited este divizia Citigroup care operează pe Insula Hong Kong, Kowloon și Noile Teritorii și are 15 sucursale pentru activități de retail banking.
Sucursala Citibank, N.A. din Hong Kong este situată la etajul 50 al Champion Tower, Hong Kong, dar nu oferă servicii de retail banking.
În 1902, Citibank a fost prima bancă americană în Hong Kong și prima bancă străină din China.

### Citibank România
Citibank a fost prezentă în România din 1996.  În mai 2008 Citibank România deținea opt sucursale destinate în principal clienților persoane juridice și 39 de agenții CitiFinancial, prin care furnizează credite persoanelor fizice.CitiFinancial a dispus și de 668 de agenți de vânzări directe, din 50 de centre situate în întreaga țară.
Grupul a renunțat la segmentul de retail în mai multe țări, iar de la 1 ianuarie 2009, Citibank România a devenit sucursală a Citibank Europe înregistrată în Irlanda. 
Citibank a înregistrat în 2018, în România, un profit de 36 milioane euro și active de 1,4 miliarde de euro.